# Jorge Pellicer
Jorge Alberto Pellicer Barceló (Santiago, Chile, 7 de febrero de 1966), es un exentrenador y ex futbolista chileno. Como jugador, ocupaba la posición de mediocampista y desarrolló la mayor parte de su carrera en Audax Italiano. Posee en su haber como técnico, 3 títulos de primera división y una Copa Chile.

## Trayectoria

### Como futbolista
Debutó como futbolista profesional en 1984 con Audax Italiano, equipo en el que pasa seis años. Con Audax Italiano desciende a la Segunda División el año 1986, tras quedar penúltimo en el torneo de ese año. En 1991 llega a Deportes Temuco, en donde sólo pasa un año, para llegar en 1992 a Unión Española.
Con la Unión Española gana la Copa Chile del año 1992, tras lo cual se retira del fútbol, con sólo 26 años. La razón principal de su retiro fue que contrajo una hepatitis que lo dejó al borde de la muerte.

### Como director técnico
Después de su retiro, hace sus primeras armas como técnico en el Colegio Alemán de Santiago junto a su hermano Antonio Pellicer. También se hace cargo de la dirección técnica del equipo de fútbol del Club Deportivo Manquehue de Santiago. Asimismo, asume la coordinación de la Escuela de Fútbol de José Daniel Morón. Egresó de Educación Física en la UMCE (ex-Pedagógico) y también es graduado de director técnico del INAF.
Pasa a dirigir las divisiones inferiores de  Universidad Católica. Fue en abril del año 2004 en que se tiene que hacer cargo del primer equipo de la Universidad Católica por el resto del Torneo de Apertura 2004, tras la renuncia de Oscar Garré.
Pese a que no logra clasificar a los play-offs, sigue como director técnico, obteniendo excelentes resultados. Bajo su conducción, la Universidad Católica se titula campeón del Torneo de Clausura 2005, tras una notable campaña que anotó un 80% de rendimiento en el campeonato. Además, llegó a las semifinales de la Copa Sudamericana 2005.
Posteriormente, y tras un irregular año 2006, fue cesado de su cargo por la directiva cruzada. En el año 2007 se hace cargo de Unión Atlético Maracaibo de Venezuela, en donde consiguió el Torneo de Clausura 2007, sin embargo pierde la definición del título anual ante Caracas Fútbol Club. Fue destituido en el año 2008 tras una pobre campaña. 
En agosto de ese año es presentado como nuevo director técnico de Universidad de Concepción de Chile, equipo al que salva del descenso a la Primera B. Tras esto es ratificado para la temporada 2009. En el verano de 2009 se jugó la segunda etapa de la Copa Chile donde salió campeón con la Universidad de Concepción tras ganar la final a Deportes Ovalle por 2-1, logrando así el primer título en la historia profesional del club universitario.
Es destituido el 25 de octubre de 2010 de su cargo de entrenador de Universidad de Concepción.
En 2011 se hace cargo de Deportes Iquique, sin embargo renuncia a su cargo la tercera fecha del Torneo Clausura 2011 tras perder tres partidos en línea.
Tras permanecer sólo algunas semanas cesante, es contratado por Huachipato para suceder a Arturo Salah, quien renunció tras haber alineado seis extranjeros en cancha, excediendo el máximo permitido por las bases del torneo. Resultó campeón con Huachipato en el torneo de Clausura 2012 alcanzando el segundo título del club tras 38 años. Además, tras siete años, volvía a ganar un certamen de primera división un técnico chileno, siendo él mismo el anterior que alcanzó ese logro.
Desde el 11 de mayo de 2014 se hace cargo de Audax Italiano.
Desde el 1 de febrero de 2021, se hace cargo de Unión Española. Finalmente es despedido con 11 fechas jugadas y un 27% de rendimiento, con el cual concluye su paupérrimo periodo en el club.

## Clubes y estadísticas

### Como futbolista
| Club            | País  | Año       |
| --------------- | ----- | --------- |
| Audax Italiano  | Chile | 1984-1990 |
| Deportes Temuco | Chile | 1991      |
| Unión Española  | Chile | 1992      |

### Estadísticas como entrenador
| Equipo                               | Temporada           | Liga | Liga | Liga | Liga |    | Copa | Copa | Copa | Copa |    | Internacional | Internacional | Internacional | Internacional |     | Totales | Totales     | Totales | Totales | Totales | Totales | Totales | Totales | Totales |
| Equipo                               | Temporada           | PD   | G    | E    | P    | PD | G    | E    | P    | PD   | G  | E             | P             | PD            | G             | E   | P       | Rendimiento | GF      | GC      | Dif.    |         |         |         |         |
| ------------------------------------ | ------------------- | ---- | ---- | ---- | ---- | -- | ---- | ---- | ---- | ---- | -- | ------------- | ------------- | ------------- | ------------- | --- | ------- | ----------- | ------- | ------- | ------- | ------- | ------- | ------- | ------- |
| Universidad Católica · Chile         | 2004-A              | 8    | 4    | 1    | 3    | -  | -    | -    | -    | -    | -  | -             | -             | 8             | 4             | 1   | 3       | 54.17%      | 13      | 11      | +2      |         |         |         |         |
| Universidad Católica · Chile         | 2004-C              | 23   | 12   | 6    | 5    | -  | -    | -    | -    | 2    | 0  | 1             | 1             | 25            | 12            | 7   | 6       | 57.33%      | 51      | 34      | +17     |         |         |         |         |
| Universidad Católica · Chile         | 2005-A              | 23   | 16   | 4    | 3    | -  | -    | -    | -    | -    | -  | -             | -             | 23            | 16            | 4   | 3       | 75.37%      | 46      | 16      | +30     |         |         |         |         |
| Universidad Católica · Chile         | 2005-C              | 25   | 18   | 6    | 1    | -  | -    | -    | -    | 10   | 4  | 2             | 4             | 35            | 22            | 8   | 5       | 70.48%      | 58      | 22      | +36     |         |         |         |         |
| Universidad Católica · Chile         | 2006-A              | 21   | 9    | 7    | 5    | -  | -    | -    | -    | 6    | 3  | 1             | 2             | 27            | 12            | 8   | 7       | 54.32%      | 43      | 37      | +6      |         |         |         |         |
| Universidad Católica · Chile         | 2006-C              | 20   | 9    | 4    | 7    | -  | -    | -    | -    | -    | -  | -             | -             | 20            | 9             | 4   | 7       | 51.67%      | 24      | 22      | +2      |         |         |         |         |
| Universidad Católica · Chile         | Total               | 120  | 68   | 28   | 24   | -  | -    | -    | -    | 18   | 7  | 4             | 7             | 138           | 75            | 32  | 31      | 62.08%      | 235     | 142     | +93     |         |         |         |         |
| Unión Atlético Maracaibo · Venezuela | 2006/07             | 18   | 9    | 5    | 4    | -  | -    | -    | -    | 6    | 0  | 2             | 4             | 24            | 9             | 7   | 8       | 47.22%      | 36      | 33      | +3      |         |         |         |         |
| Unión Atlético Maracaibo · Venezuela | 2007/08             | 18   | 8    | 6    | 4    | 5  | 2    | 2    | 1    | 5    | 0  | 2             | 3             | 28            | 10            | 10  | 8       | 45.23%      | 36      | 30      | +6      |         |         |         |         |
| Unión Atlético Maracaibo · Venezuela | Total               | 36   | 17   | 11   | 8    | 5  | 2    | 2    | 1    | 11   | 0  | 4             | 7             | 52            | 19            | 17  | 16      | 47.44%      | 72      | 63      | +9      |         |         |         |         |
| Universidad de Concepción · Chile    | 2008-C              | 10   | 3    | 3    | 4    | 2  | 0    | 2    | 0    | -    | -  | -             | -             | 12            | 3             | 5   | 4       | 38.89%      | 17      | 18      | -1      |         |         |         |         |
| Universidad de Concepción · Chile    | 2009-A              | 17   | 6    | 5    | 6    | 3  | 3    | 0    | 0    | -    | -  | -             | -             | 20            | 9             | 5   | 6       | 53.33%      | 31      | 27      | +4      |         |         |         |         |
| Universidad de Concepción · Chile    | 2009-C              | 19   | 8    | 3    | 8    | 4  | 1    | 2    | 1    | 1    | 0  | 0             | 1             | 24            | 9             | 5   | 10      | 49.4%       | 32      | 34      | -2      |         |         |         |         |
| Universidad de Concepción · Chile    | 2010                | 28   | 7    | 10   | 11   | 4  | 2    | 0    | 2    | -    | -  | -             | -             | 32            | 9             | 10  | 13      | 38.55%      | 38      | 42      | -4      |         |         |         |         |
| Universidad de Concepción · Chile    | Total               | 74   | 24   | 21   | 29   | 13 | 6    | 4    | 3    | 1    | 0  | 0             | 1             | 88            | 30            | 25  | 33      | 43.45%      | 118     | 121     | -3      |         |         |         |         |
| Deportes Iquique · Chile             | 2011-A              | 11   | 4    | 4    | 3    | 2  | 2    | 0    | 0    | -    | -  | -             | -             | 13            | 6             | 4   | 3       | 56.41%      | 16      | 12      | +4      |         |         |         |         |
| Deportes Iquique · Chile             | 2011-C              | 3    | 0    | 0    | 3    | 4  | 2    | 2    | 0    | -    | -  | -             | -             | 7             | 2             | 2   | 3       | 38.09%      | 10      | 12      | -2      |         |         |         |         |
| Deportes Iquique · Chile             | Total               | 14   | 4    | 4    | 6    | 6  | 4    | 2    | 0    | -    | -  | -             | -             | 20            | 8             | 6   | 6       | 50%         | 26      | 24      | +2      |         |         |         |         |
| Huachipato · Chile                   | 2011-C              | 10   | 2    | 3    | 5    | -  | -    | -    | -    | -    | -  | -             | -             | 10            | 2             | 3   | 5       | 30%         | 14      | 19      | -5      |         |         |         |         |
| Huachipato · Chile                   | 2012-A              | 17   | 6    | 5    | 6    | -  | -    | -    | -    | -    | -  | -             | -             | 17            | 6             | 5   | 6       | 45.09%      | 25      | 28      | -3      |         |         |         |         |
| Huachipato · Chile                   | 2012-C              | 23   | 10   | 6    | 7    | 8  | 5    | 7    | 2    | -    | -  | -             | -             | 31            | 15            | 13  | 9       | 62.37%      | 48      | 34      | +14     |         |         |         |         |
| Huachipato · Chile                   | 2013-T              | 15   | 5    | 4    | 6    | -  | -    | -    | -    | 6    | 2  | 2             | 2             | 21            | 7             | 6   | 8       | 42.85%      | 32      | 32      | +0      |         |         |         |         |
| Huachipato · Chile                   | Total               | 65   | 23   | 18   | 24   | 8  | 5    | 7    | 2    | 6    | 2  | 2             | 2             | 79            | 30            | 27  | 28      | 49.36%      | 119     | 113     | +6      |         |         |         |         |
| Audax Italiano · Chile               | 2014-A              | 17   | 6    | 5    | 6    | 10 | 5    | 3    | 2    | -    | -  | -             | -             | 27            | 11            | 8   | 8       | 50.62%      | 43      | 32      | +11     |         |         |         |         |
| Audax Italiano · Chile               | 2015-C              | 17   | 5    | 6    | 6    | -  | -    | -    | -    | -    | -  | -             | -             | 17            | 5             | 6   | 6       | 41.17%      | 23      | 24      | -1      |         |         |         |         |
| Audax Italiano · Chile               | 2015-A              | 17   | 8    | 5    | 4    | 10 | 6    | 2    | 2    | -    | -  | -             | -             | 27            | 14            | 7   | 6       | 60.49%      | 43      | 30      | +13     |         |         |         |         |
| Audax Italiano · Chile               | 2016-C              | 15   | 3    | 7    | 5    | -  | -    | -    | -    | -    | -  | -             | -             | 15            | 3             | 7   | 5       | 35.56%      | 16      | 19      | -3      |         |         |         |         |
| Audax Italiano · Chile               | 2016-A              | 5    | 1    | 0    | 4    | 2  | 1    | 1    | 0    | -    | -  | -             | -             | 7             | 2             | 1   | 4       | 33.33%      | 5       | 11      | -6      |         |         |         |         |
| Audax Italiano · Chile               | Total               | 66   | 23   | 23   | 25   | 22 | 12   | 6    | 4    | -    | -  | -             | -             | 93            | 35            | 29  | 29      | 48.02%      | 130     | 116     | +14     |         |         |         |         |
| Unión Española · Chile               | 2020                | 3    | 0    | 1    | 2    | -  | -    | -    | -    | -    | -  | -             | -             | 3             | 0             | 1   | 2       | 11.11%      | 2       | 8       | -6      |         |         |         |         |
| Unión Española · Chile               | 2021                | 6    | 1    | 2    | 3    | -  | -    | -    | -    | 2    | 1  | 0             | 1             | 8             | 2             | 2   | 4       | 33.33%      | 8       | 13      | -5      |         |         |         |         |
| Unión Española · Chile               | Total               | 9    | 1    | 3    | 5    | -  | -    | -    | -    | 2    | 1  | 0             | 1             | 11            | 2             | 3   | 6       | 27.27%      | 10      | 21      | -11     |         |         |         |         |
| Total de su carrera                  | Total de su carrera | 389  | 160  | 108  | 121  | 54 | 29   | 15   | 10   | 38   | 10 | 10            | 18            | 481           | 199           | 139 | 149     | 50.93%      | 710     | 600     | +110    |         |         |         |         |
| 1. 2.                                |                     |      |      |      |      |    |      |      |      |      |    |               |               |               |               |     |         |             |         |         |         |         |         |         |         |

## Palmarés

### Como futbolista
| Título     | Club            | País  | Año  |
| ---------- | --------------- | ----- | ---- |
| Primera B  | Deportes Temuco | Chile | 1991 |
| Copa Chile | Unión Española  | Chile | 1992 |

### Como entrenador
| Título           | Club                      | País      | Año     |
| ---------------- | ------------------------- | --------- | ------- |
| Primera División | Universidad Católica      | Chile     | 2005-C  |
| Primera División | Unión Atlético Maracaibo  | Venezuela | 2006-07 |
| Copa Chile       | Universidad de Concepción | Chile     | 2008    |
| Primera División | Huachipato                | Chile     | 2012-C  |

## Cronología
| Predecesor: Oscar Garré         | Director Técnico de Universidad Católica 6 de abril de 2004 - 12 de diciembre de 2006 980 días en el cargo      | Sucesor: José Guillermo del Solar |
| Predecesor: Carlos Maldonado    | Director Técnico de Unión Atlético Maracaibo 25 de diciembre de 2006 - 16 de junio de 2007 173 días en el cargo | Sucesor: Gilberto Angelucci       |
| Predecesor: Gilberto Angelucci  | Director Técnico de Unión Atlético Maracaibo 6 de octubre de 2007 - 10 de abril de 2008 187 días en el cargo    | Sucesor: Nelson Carrero           |
| Predecesor: Yuri Fernández      | Director Técnico de Universidad de Concepción 6 de agosto de 2008 - 25 de octubre de 2010 810 días en el cargo  | Sucesor: Yuri Fernández           |
| Predecesor: Víctor Hugo Saravia | Director Técnico de Deportes Iquique 28 de febrero de 2011 - 13 de agosto de 2011 166 días en el cargo          | Sucesor: Fernando Vergara         |
| Predecesor: Alejandro Padilla   | Director Técnico de Huachipato 12 de septiembre de 2011 - 6 de diciembre de 2013 816 días en el cargo           | Sucesor: Mario Salas              |
| Predecesor: Jaime Rubilar       | Director Técnico de Audax Italiano 2 de mayo de 2014 - 30 de agosto de 2016 851 días en el cargo                | Sucesor: Hugo Vilches             |
| Predecesor: Ronald Fuentes      | Director Técnico de Unión Española 1 de febrero de 2021 - 3 de mayo de 2021 91 días en el cargo                 | Sucesor: César Bravo              |